# Ostghats

Ostghats entlang der Ostküste von Indien

Die Ostghats (Hindi पूर्वी घाट Pūrvī Ghāṭa, Telugu తూర్పు కనుమలు Tūrpu Kanumalu, Tamil கிழக்குத் தொடர்ச்சி மலைகள் Kiḻakkut Toṭarcci Malaikaḷ) sind ein parallel zum Golf von Bengalen verlaufendes Gebirge an der indischen Ostküste.

## Geologie
Die Geologie der Ostghats repräsentiert einen ca. 900 Kilometer (km) langen und bis zu 300 km breiten  orogenen Gürtel (Orogenic belt) am östlichen Kontinentalrand des Indischen Subkontinents. Er besteht aus hochgradig verformten Terranen mit unterschiedlicher geologischer und tektonischer Geschichte. Sie sind durch mehrere Verwerfungen voneinander getrennt. Bedeutende duktile Scherzonen verlaufen am westlichen Rand und innerhalb des Gürtels. Sie bilden Geosuturen, an denen die Terrane untereinander akkretieren und sich an den kratonisierten Kontinentalrand anlagerten.
Das Alter der wichtigsten tektonischen, metamorphen und magmatischen Ereignisse reicht vom Paläoproterozoikum um etwa 1700 mya bis zum Neoproterozoikum und dem frühen Paläozoikum um etwa 520 mya. Die ältesten Gesteine werden als Grundgebirge|Grundgebirgsfragment des archaischen des Bastar-Kratons interpretiert.

## Geographie
Die – im Vergleich zu den Westghats deutlich älteren Ostghats – erstrecken sich vom Norden Odishas über Andhra Pradesh bis nach Tamil Nadu im Süden; sie werden von vier größeren (Godavari, Mahanadi, Krishna und Kaveri) und mehreren kleineren Flüssen durchschnitten und so in einzelne Berggruppen unterteilt, die jeweils regionale Namen tragen (z. B. Erramala Hills, Javadi-Berge, Nallamala-Berge, Kolli Hills u. a.). Die höchsten Berge der Ostghats erreichen Höhen über 1600 m; durchschnittlich ist die Bergkette jedoch nur etwa 500 m hoch.

## Naturräume
Es lassen sich verschiedene typische Vegetationszonen unterscheiden: Nach Osten zur Küste hin finden sich Monsun-Regenwälder; im Landesinneren schließen sich regenärmere Laubwälder an, die nur noch teilweise vom Monsun mit Feuchtigkeit versorgt werden. Weiter im Landesinneren auf der Westseite der Ostghats folgen im nördlichen Bereich trockenes Gestrüppland mit vereinzeltem Baumbestand des Dekkan und im südlichen Bereich aufgelockerte trockene Laubwaldbestände.

## Wirtschaft
Das Gebiet hat fruchtbare Böden, auf denen hauptsächlich Getreide (Weizen, Reis, Hirse) und Hülsenfrüchte (Linsen) angebaut werden. Die Ausnutzung der Wasserkraft ist allerdings weniger profitabel als in den Westghats.